# Клячка

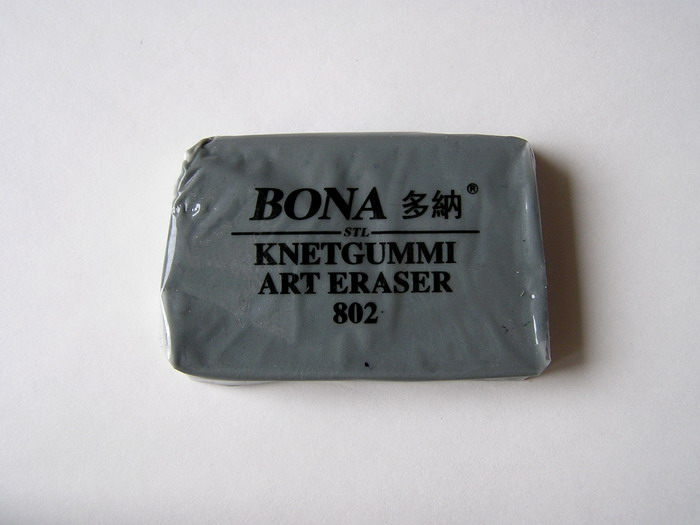
Клячка в упаковке

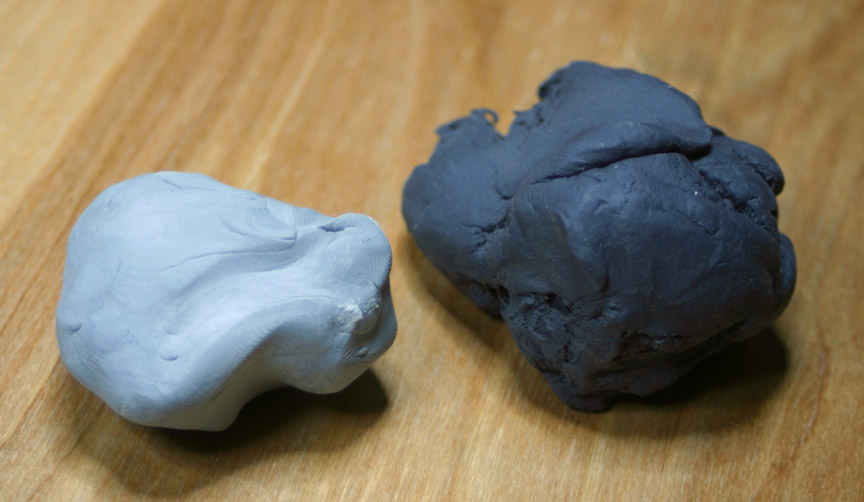
Новый (светлый) и использованный (тёмный от графита) ластики

Клячка (ластик-клячка, кляча, уст. сни́мка) — канцелярская принадлежность для коррекции и осветления угольных и пастельных рисунков, для удаления загрязнений с плёнки и кальки. Представляет собой специальную легко мнущуюся очищающую резину, имеющую тестообразную консистенцию и высокие адсорбирующие свойства. При применении она захватывает частички графического материала, не повреждая бумагу и не размазывая рисунок.
С её помощью можно передавать полутона и блики в работах чернографитным карандашом, пастелью и углём.